# Solaris (Rebsorte)

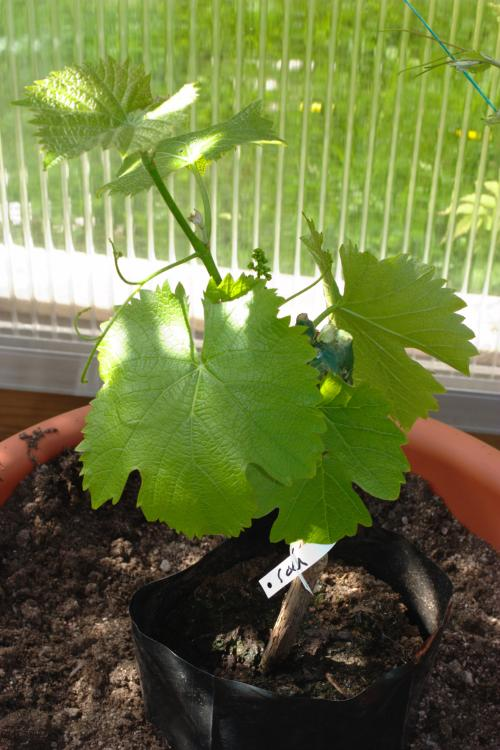
Jungpflanze der Rebsorte Solaris

Solaris ist eine 1975 neu gezüchtete pilzwiderstandsfähige Weißweinsorte. Solaris wurde am Staatlichen Weinbauinstitut Freiburg von Norbert Becker aus den Sorten Merzling und Gm 6493 gekreuzt. Amtlich wird er mit dem Zuchtstamm FR 240-75 gekennzeichnet. Seit 2001 genießt die Solaris Sortenschutz. Sie ist seit 1987 die Muttersorte von Muscaris.

## Abstammung, Herkunft
Ist eine Kreuzung von Merzling × (Severnyi♀ × Muscat Ottonel) vulgo Gm 6493.
Norbert Becker nutzte zur Kreuzung dieser Sorte Merzling als Mutter und eine Pollenmischung der Sämlingspopulation Gm 6493 als Vater. Gm 6493 (Geisenheim 6493) wurde im Jahre 1964 durch Vilém Kraus in der damaligen Tschechoslowakei gekreuzt. Kraus bot die Sämlinge Helmut Becker (1927–1990) an. Dieser war damals an der Forschungsanstalt Geisenheim tätig, wo er die Bedeutung dieses Materials erkannte und es züchterisch in Nachkommenschaftsprüfungen weiterbearbeitete.
Zunächst wurde die Rebsorte Saperavi Severnyi als Muttersorte ♀ der Sämlingspopulation angegeben, eine spätere Nachrecherche führte zu der Annahme, dass Zarya Severa in der Kreuzung Verwendung fand. Molekularbiologische Untersuchungen im Rahmen der Kartierung des Mehltauresistenzlocus Rpv10 ergaben, dass weder Saperavi Severnyi noch Zarya Severa als Großelternteil von Solaris in Frage kommen und stattdessen Severnyi verwendet wurde.

## Ampelografische Merkmale
- Triebspitze weißwollig behaart.
- Die Blätter sind groß, dreilappig und dunkelgrün.
- Die Sorte blüht sehr früh, ist aber blühfest
- Die Trauben sind mittelgroß und lockerbeerig. Beeren sind klein bis mittelgroß, gelbgrün gefärbt und kurzoval.

Reife: sehr früh

## Eigenschaften
Austrieb, Blüte und Reifungsbeginn erfolgen im Vergleich zu Standardsorten sehr früh. Die Frostfestigkeit gilt als sehr gut. Die Lageansprüche sind verhältnismäßig gering, da die Sorte bereits Anfang September über ein Mostgewicht von 100 Grad Oechsle verfügt. Solaris wächst weniger aufrecht, was die Heftarbeiten erschwert. Durch die frühe Reife sind die Trauben durch Wespenfraß und Fruchtfliegenbefall gefährdet.

## Wein
Die Weine sind fruchtig, duftig und werden sowohl als trockene Weine, jedoch auch als Dessertweine ausgebaut.

## Verbreitung
Die Rebflächen in Deutschland verteilen sich wie folgt auf die einzelnen Anbaugebiete:
| Anbaugebiet             | Fläche in ha |
| Ahr                     | unter 0,5    |
| Baden                   | 35           |
| Berlin                  | unter 0,5    |
| Franken                 | 1            |
| Hessische Bergstraße    | unter 0,5    |
| Mittelrhein             | –            |
| Mosel                   | 2            |
| Nahe                    | unter 0,5    |
| Pfalz                   | 5            |
| Rheingau                | –            |
| Rheinhessen             | 2            |
| Saale-Unstrut           | unter 0,5    |
| Sachsen                 | 7            |
| Holsteinische Schweiz   | unter 0,5    |
| Stargarder Land         | –            |
| Württemberg             | 1            |
| Gesamt Deutschland 2007 | 54           |

- Volker Jörger: Resistenzzüchtung gegen Botrytis. In: Der Badische Winzer. Band 30, H. 7, 2005, S. 29–32, wbi-bw.de (PDF; 389 kB).

Bestände sind auch in der Schweiz (33,18 ha, Stand 2021) Österreich, Luxemburg (Tandel) und in Polen bekannt.
Ein kleiner Bestand (etwa 0,3 ha) existiert seit 2009 in Schleswig-Holstein u. a. auf der Insel Sylt. Auch in Skandinavien (Dänemark und Schweden) wird die Rebsorte seit dem Jahr 2004 kultiviert.